# 鲁道夫·汉堡
鲁道夫·汉堡（Rudolf Hamburger，1903年5月3日—1980年12月1日）是一位德国建筑师。他曾於1930年至1936年间在上海生活和工作。 1930年末，他的妻子乌尔苏拉·玛丽亚·库琴斯基加入格鲁乌。1939年，鲁道夫·汉堡離婚。
1943年，鲁道夫·汉堡抵达德黑兰，結果先后被美军和英军囚禁，後來他來到莫斯科，但不久之後被逮捕並被關押在蘇聯的勞改營。1955年，鲁道夫·汉堡离开苏联並搬到德累斯顿。 

## 主要作品

### 上海
- 维多利亚护士之家 （Victoria Nurses' Home）1930-1933年, 今华东医院5号楼，静安区延安西路221号
- 华人女子中学，1933-1935年，今上海市第一中学，静安区余姚路139号
- 警务处监狱，俗称西牢或外国牢监 （Ward Road Gaol）1933-1935年，今提篮桥监狱，虹口区长阳路147号